# فرودگاه دیپولوگ
فرودگاه دیپولوگ (به انگلیسی: Dipolog Airport) (به زبان بومی: Paliparan ng Dipolog) یک فرودگاه همگانی مسافربری با کد یاتا DPL است که یک باند فرود بتن دارد و طول باند آن ۲۱۰۰ متر است. این فرودگاه در کشور فیلیپین قرار دارد و در ارتفاع ۴ متری از سطح دریا واقع شده‌است.

## شرکت‌های هواپیمایی و مقصدهای پروازی

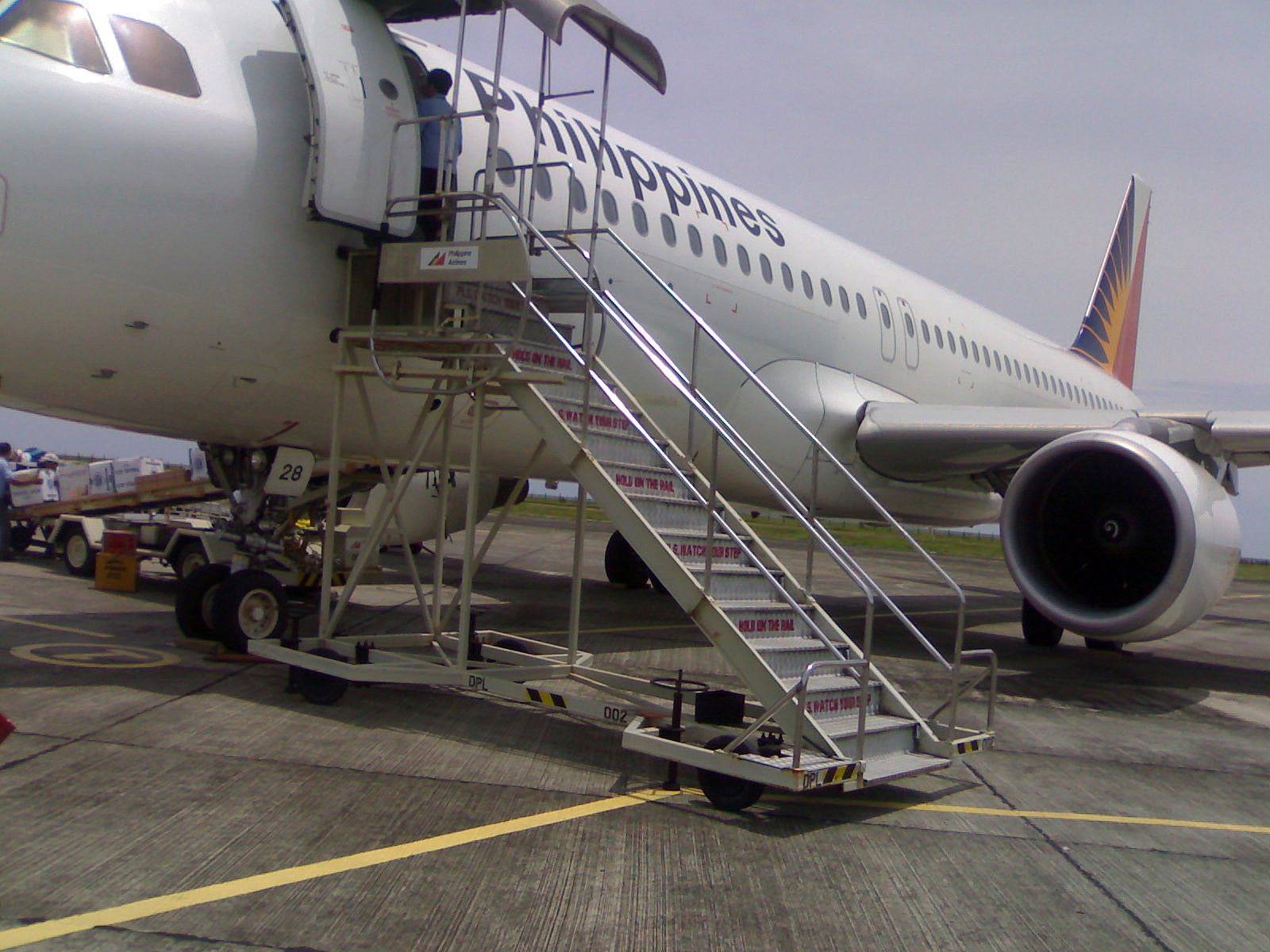
A Philippine Airlines Airbus A320 at Dipolog Airport

| شرکت‌های هواپیمایی                      | مقصدهای پروازی   |
| -------------------------------------- | ---------------- |
| سبو پسیفیک                             | نینوی آکوئینو    |
| سبو پسیفیک اجرا توسط Cebgo             | مکتان-کبو        |
| فیلیپین ایرلاینز اجرا توسط PAL Express | نینوی آکوئینو    |
| Royhle Air Way Charter                 | Charter: سیبولان |